# Гней Луций Теренций Хомул Юниор
Гней Луций Теренций Хомул Юниор (на латински: Gnaeus Lucius Terentius Homullus Iunior) e политик и сенатор на Римската империя през 2 век.
През 146 г. е суфектконсул заедно с Луций Аврелий Гал.